# Gösta Nesser
Erik Gösta Nesser, född 6 juli 1902 i Hallsberg, död 27 november 1989 i Stockholm, var en svensk arkitekt.
Nesser studerade vid Chalmers tekniska institut i Göteborg och därefter vid École nationale supérieure des Beaux-Arts i Paris 1928. Han var anställd hos Kreugerkoncernen i Paris 1928–1932, arkitekt i Kumla municipalsamhälle 1932–1933, vid stadsbyggnadskontoret i Göteborg 1933–1934, vid Svenska Entreprenad AB (Sentab) 1935–1938, åter vid stadsbyggnadskontoret i Göteborg 1938–1939 och blev stadsarkitekt i Härnösand 1939. Han var vice verkställande direktör och i några år verkställande direktör vid Landsbygdens Byggnadsförening 1945–1952. Han bedrev även egen arkitektverksamhet och var lektor i byggnadslära vid Tekniska gymnasiet i Göteborg 1952–1972.
Av Nessers verk kan nämnas Kumlasjön, en konstgjord in- och badsjö (1932–1933) samt industribyggnader och restaurering av palatset i Teheran (1935–1938). Han medverkade även i restaureringen av Härnösands domkyrka i samarbete med Sigurd Curman.